# Benjamin Alexander (Skirennläufer)
Benjamin Alexander (* 8. Mai 1983 in Wellingborough, England) ist ein ehemaliger britischer DJ und der erste alpine Skiläufer, der Jamaika bei den Olympischen Spielen vertrat.

## Leben
Benjamin Alexander wurde 1983 als Sohn eines jamaikanischen Vaters und einer britischen Mutter in Wellingborough, England, geboren. Er erhielt ein staatliches Stipendium und besuchte die Wellingborough School, eine unabhängige Schule in Northamptonshire. Im Alter von 17 Jahren begann Alexander mit dem DJing. Er begann ein Physikstudium am Imperial College in London, bevor er an das University College London wechselte, um Elektrotechnik zu studieren, das er 2006 abschloss. Nach der Universität arbeitete er in der Vermögensverwaltung in Hongkong.

### DJ-Karriere
Im Jahr 2010 gab Alexander die Finanzbranche auf, um professionell als DJ aufzutreten. Er verbrachte ein Jahrzehnt damit, in 30 verschiedenen Ländern zu touren und trat schließlich ab 2011 auf dem Burning Man auf. 2015 moderierte er eine Radioshow sowie eine wöchentliche Party auf Ibiza, Spanien, und war Mitbegründer des Musikfestivals Further Future. Alexander zog sich 2018 vom Auflegen zurück, behielt aber seinen Sitz im Vorstand der Wohltätigkeitsorganisation Robot Heart, einem bekannten Burning-Man-Camp.

### Skikarriere
Im Jahr 2016 wurde Alexander als DJ zu einem Skiausflug nach Whistler, British Columbia, eingeladen, wo er seine erste Bergstunde hatte. Alexander begann Ende 2019 mit dem professionellen Skifahren, nachdem er die Olympischen Winterspiele 2018 als Zuschauer besucht hatte und nur drei jamaikanische Athleten bemerkte, die die Nation seines Vaters vertraten. Sein Vater war als Teil der Windrush-Generation in das Vereinigte Königreich ausgewandert. Da er wusste, dass er sich nicht für die britische Olympiamannschaft qualifizieren würde, beantragte er einen jamaikanischen Pass. Der olympische Standard ist niedriger für Länder, die sich normalerweise nicht für die Spiele qualifizieren.
Alexanders erstes offizielles Rennen fand am 9. Januar 2020 statt, und am 13. Januar 2022 qualifizierte er sich für die Olympischen Winterspiele 2022 in Peking. Laut Nachrichtenartikeln in der Kronen Zeitung und La Repubblica wurde das Qualifikationsrennen möglicherweise manipuliert, um einigen Teilnehmern bei der Qualifikation zu helfen. In Vorbereitung auf die Spiele 2022 führte Alexander seit Anfang 2020 wöchentliche Mentorengespräche mit Dudley Stokes, dem ehemaligen jamaikanischen Olympiabobfahrer.
Alexander ging bei den Olympischen Winterspielen 2022 in Peking am 13. Februar 2022 im Riesenslalom an den Start und belegte den 46. und damit letzten Platz.